# Benedetta Parodi
Benedetta Gaia Parodi (Alessandria, 6 agosto 1972) è una giornalista, conduttrice televisiva e scrittrice italiana.
Conosciuta principalmente grazie alla conduzione di trasmissioni incentrate sulla cucina tra cui I menù di Benedetta e Bake Off Italia, ha ottenuto un buon successo anche come autrice di libri incentrati sulla medesima tematica.

## Biografia
È la terza figlia di Pietro Parodi, ingegnere, e di Laura Casabassa, insegnante di lettere.
Laureatasi nel 1997 in lettere moderne all'Università degli Studi di Milano, diventa giornalista professionista nel 1999. 
Dall'11 luglio 1999 è sposata con il giornalista di Sky Sport Fabio Caressa, già telecronista per TELE+, con il quale ha avuto tre figli: Matilde (2002), Eleonora (2004) e Diego (2009).
Terzogenita di Pietro, ingegnere, e di Laura, insegnante di lettere, è sorella minore di Cristina Parodi, giornalista e conduttrice televisiva, e di Roberto Parodi, scrittore e giornalista, specializzato in viaggi in moto; è inoltre cognata del politico ed editore televisivo Giorgio Gori, marito della sorella Cristina.

## Carriera
Benedetta Parodi inizia la carriera televisiva come conduttrice di Studio Aperto, telegiornale del canale televisivo Italia 1, solitamente durante l'edizione delle 12:25. Sporadicamente conduce anche l'edizione delle 18:30.
Dalla fine del 2008, abbandonata la conduzione del telegiornale, si dedica all'interno dello stesso alla rubrica culinaria Cotto e mangiato, in puntate di un minuto e mezzo registrate quotidianamente nella cucina di casa sua. Dopo aver raccolto varie ricette, pubblica nel 2009 un libro di cucina edito da Vallardi che porta il medesimo titolo della rubrica, il quale vende quasi un milione e mezzo di copie. Nella stagione 2009-2010 aggiunge all'appuntamento quotidiano all'interno del TG di Italia 1 anche uno spazio della durata più lunga intitolato sempre Cotto e Mangiato, in onda al sabato alle 10:45. Nel 2010 pubblica Benvenuti nella mia cucina dello stesso editore, con altre ricette; il libro ha venduto circa 900 000 copie.
Nel 2011 lascia Mediaset e passa a LA7 per condurre un programma tutto suo, ossia I menù di Benedetta, che diviene anche il titolo del terzo libro scritto dalla conduttrice, stavolta edito da Rizzoli. Il passaggio a LA7 non avviene senza polemiche: Benedetta Parodi giustifica l'abbandono di Italia 1 a causa di mancanza di supporto e proposte da parte della rete televisiva Mediaset, la quale, successivamente al passaggio, oscura tutti i contenuti di Cotto e mangiato che riguardano Parodi.
È stata ospite in due puntate del programma La prova del cuoco. Nella puntata del 1º giugno 2013, partecipa insieme alla sorella Cristina Parodi, e si aggiudica la gara con il 64% delle preferenze. Nella puntata del 26 ottobre 2013, invece partecipa assieme alla madre, dove è quest'ultima a vincere la sfida. Il 12 febbraio 2013 è insieme alla sorella tra i cosiddetti "proclamatori" del Festival di Sanremo, condotto da Fabio Fazio, per proclamare i Marta sui tubi.
Dal 2013 al 2024 conduce su Real Time un talent show culinario dal titolo Bake Off Italia - Dolci in forno oltre a una versione "junior" dello stesso, assieme al pasticcere Ernst Knam e alla giornalista Clelia D'Onofrio. Dal 17 marzo 2014, sempre su Real Time, conduce un nuovo programma, Molto bene, e nel 2016 La cuoca bendata. Da marzo 2017 conduce, sempre su Real Time, il programma Prontoepostato. Il 29 maggio 2017, viene confermato l'abbandono da parte della conduttrice del programma Junior Bake Off Italia. Nella stagione 2017-2018 affianca brevemente la sorella Cristina in Domenica in su Rai 1.
Da settembre 2020 fino a giugno 2021 ha condotto su Radio Capital (insieme a Chicco Giuliani fino a dicembre 2020) Le mattine di Radio Capital, programma radiofonico in onda dal lunedì al venerdì, tra le 11:00 e mezzogiorno. Sempre nel 2020 ha condotto su LA7 il programma Senti chi mangia.
Da settembre 2021 al giugno 2022 ha condotto Benedetta domenica tutte le domeniche dalle 10:00 alle 12:00 su Radio Capital assieme a Francesco Fragomeni e Caterina Varvello.
Terminata l’esperienza di Bake Off, nel maggio 2025 debutta con Specialità della casa, un nuovo cooking show firmato Mulino Bianco e WTLK disponibile su YouTube, Spotify e Instagram.

## Televisione
- Studio aperto (Italia 1, 1999-2008)
- Cotto e mangiato (Italia 1, 2008-2011)
- I menù di Benedetta (LA7, 2011-2013)
- Bake Off Italia - Dolci in forno (Real Time, 2013-2024)
- Molto bene (Real Time, 2014-2015)
- Junior Bake Off Italia (Real Time, 2015-2017)
- Natale con Benedetta - Ricette in famiglia (Real Time, 2015)
- La cuoca bendata (Real Time, 2016)
- Celebrity Bake Off (Real Time, 2016-2017)
- Natale a casa Real Time (Real Time, 2016)
- Prontoepostato (Real Time, 2017)
- Piccoli giganti (Real Time, 2017) giudice
- Domenica in (Rai 1, 2017-2018)
- Bake off - Extra dolce (Real Time, 2018)
- Senti chi mangia (LA7, 2020)

## Radio
- Le mattine di Radio Capital (Radio Capital, da settembre 2020 a giugno 2021)
- Benedetta domenica (Radio Capital, da settembre 2021 a giugno 2022)

## Web
- È pronto (CorriereTV, 2013-2014)
- Specialità della casa (YouTube, Spotify, Instagram, 2025)

## Opere

### Opere culinarie
- Le ricette di Cotto e mangiato. 60 ricette, Cologno Monzese, RTI, 2009, ISBN 978-88-905165-0-4.
- Cotto e mangiato, Milano, Vallardi, 2009, ISBN 978-88-7887-302-5.
- Benvenuti nella mia cucina, Milano, Vallardi, 2010, ISBN 978-88-7887-462-6.
- Cotto e mangiato. Gli antipasti, Cologno Monzese, Fivestore-RTI, 2010.
- Cotto e mangiato. I primi, Cologno Monzese, Fivestore-RTI, 2010.
- Cotto e mangiato. I secondi, Cologno Monzese, Fivestore-RTI, 2010.
- I menu di Benedetta, Milano, Rizzoli, 2011, ISBN 978-88-17-05298-6.
- Mettiamoci a cucinare, Milano, Rizzoli, 2012, ISBN 978-88-17-06096-7.
- A tavola con Benedetta Parodi, 35 voll., Milano, RCS MediaGroup-Divisione quotidiani, 2012.
- È pronto! Salva la cena con oltre 250 nuove ricette semplici e veloci, Milano, Rizzoli, 2013, ISBN 978-88-17-06861-1.
- Molto bene, Milano, Rizzoli, 2014, ISBN 978-88-17-07735-4.
- Ricette in famiglia, Milano, Rizzoli, 2015, ISBN 978-88-17-08411-6.
- Benedetta tutto l'anno, Milano, Rizzoli, 2016, ISBN 978-88-17-09017-9.
- Le ricette della felicità, Milano, Rizzoli, 2017, ISBN 978-88-17-09578-5.
- A pranzo da me, Milano, Rizzoli, 2018, ISBN 978-88-17-10333-6.
- Le ricette salvacena, Milano, Rizzoli, 2019, ISBN 978-88-17-14130-7.
- Una poltrona in cucina. Storie e ricette di casa, Milano, Villardi Editore, 2020, ISBN 978-8855052641.

### Ciclo "Le Fate a metà"
Oltre ad aver pubblicato vari libri di ricette, Benedetta nel 2013 pubblica con Rizzoli il suo primo libro di favole, intitolato Le fate a metà e il segreto di Arla, primo volume di un ciclo chiamato appunto "Le Fate a metà".
- Le Fate a metà e il segreto di Arla, Milano, Rizzoli, 2013. ISBN 978-88-17-06595-5.
- Le Fate a metà e il sigillo di Brina, Milano, Rizzoli, 2014. ISBN 978-88-17-07226-7.
- Le Fate a metà e il ritorno di Yoro, Milano, Rizzoli, 2014. ISBN 978-88-17-07533-6.